# Lőkösháza
Lőkösháza é um município da Hungria, situado no condado de Békés. Tem 52,02 km² de área e sua população em 2015 foi estimada em 1.663 habitantes.